# 植村裕之
植村 裕之（うえむら ひろゆき、1942年1月23日 - 2023年8月7日）は、日本の経営者。三井住友海上火災保険社長を務めた。

## 来歴・人物
東京都出身。1965年に慶應義塾大学経済学部を卒業し、同年に住友海上火災保険に入社。1991年6月に取締役に就任し、1994年6月に常務、1997年6月に専務を経て、1998年6月には社長に就任。2001年10月から2006年6月までに三井住友海上火災保険社長を務めた。
2023年8月7日に心不全のために死去。81歳没。